# 2,2,2-Trichloroethanol
2,2,2-Trichloroethanol là một hợp chất hữu cơ liên quan đến ethanol, ngoại trừ các nguyên tử hydro ở vị trí 2 được thay thế bằng các nguyên tử clo. Ở người, tác dụng dược lý tương tự như các sản phẩm của nó, chloral hydrate và chlorobutanol. Trong lịch sử, nó đã được sử dụng như một thuốc thôi miên an thần. Thuốc triclofos thôi miên (2,2,2-trichloroethyl phosphate) được chuyển hóa in vivo thành 2,2,2-trichloroethanol. Phơi nhiễm mãn tính có thể dẫn đến tổn thương thận và gan. 2,2,2-Trichloroethanol có thể được thêm vào gel SDS-PAGE để cho phép phát hiện huỳnh quang protein mà không cần bước nhuộm màu. Bước hình ảnh này tương thích với phân tích sau này, ví dụ, immunoblinating.

## Sử dụng trong tổng hợp hữu cơ
2,2,2-trichloroethanol là một nhóm bảo vệ hiệu quả đối với axit cacboxylic do dễ dàng bổ sung và loại bỏ.  